# Melissa Hathaway
Melissa Hathaway ist eine US-amerikanische Regierungsbeamtin. Sie wurde am 9. Februar 2009 von Präsident Barack Obama zum Acting Senior Director for Cyberspace for the National Security and Homeland Security Councils ernannt. Zum 21. August 2009 trat Hathaway von dem Posten zurück.

## Leben
Hathaway diente als Beraterin des Director of National Intelligence, Mike McConnell, und als Cyber Coordination Executive. Zudem leitete sie die National Cyber Study Group (NCSG) und trug dort maßgeblich zur Ausarbeitung der Comprehensive National Cybersecurity Initiative (CNCI; etwa: „Übergreifende Initiative zur nationalen Cybersicherheit“) bei. Im Januar 2008 wurde sie zur Direktorin der ämterübergreifenden Arbeitsgruppe Joint Interagency Cyber Task Force (JIACTF) ernannt.
Vorher war Hathaway Spezialistin für Cybersicherheitsstrategien bei der Consulting-Firma Booz Allen Hamilton, leitete dort Informationsoperationen, entwickelte Langzeitstrategien und widmete sich der Zusammenarbeit bzw. Koordination von Politik und Wirtschaft auf diesem Feld. Vor ihrem Engagement bei Booz Allen Hamilton war Hathaway Mitarbeiterin des Consulting-Unternehmens Evidence Based Research. In dieser Stellung arbeitete sie u. a. an Modellen zur Aufdeckung und Nachverfolgung des Kokainschmuggels und -handels in den USA.
Melissa Hathaway hat einen Abschluss der American University in Washington, D.C. und absolvierte das US Armed Forces Staff College, wo sie ein Zeugnis über Kenntnisse auf dem Gebiet Informationsoperationen erwarb.
Ihre erste Aufgabe war eine auf 60 Tage angesetzte umfassende Bestandsaufnahme und Analyse der Programme der US-Regierungseinrichtungen und -ämter, die sich mit Informationssicherheit im weitesten Sinne befassen.

## Zitate
„Spaß beiseite: Die Vereinigten Staaten stehen wirklich am Scheideweg. Die weltweit verbundene digitale Informations- und Kommunikationsinfrastruktur, bekannt als Cyberspace, unterfüttert nahezu jede Facette der modernen Gesellschaft und bietet entscheidende Unterstützung für die US-Wirtschaft, die zivile Infrastruktur, die öffentliche Ordnung und die nationale Sicherheit. Diese Technik hat die Weltwirtschaft in einer Weise gewandelt und Menschen verbunden, die man sich nie vorstellen konnte. Zum Beispiel: Meine Jungs sind acht und neun und nutzen das Internet täglich, um Hausaufgaben zu machen, mit ihren Freunden und ihrem Lehrer zu bloggen und ihre Webkinz zu füttern. Als ihre Mama stehe ich heute mit nicht weniger als drei Blackberrys und einem Pager vor Ihnen! Von denen sich einer anscheinend bald selbst zerstören wird. Ich muss nur noch rausfinden, welcher.“

„We are still digital infants.“

### Multimedia
- CSIS Event - Cybersecurity Policy Review with Melissa Hathaway, Cybersecurity Chief at the National Security Council. Center for Strategic and International Studies, 12. Juni 2009. Video, 53:25 Min.; Audio-Download: MP3, 57:35 Min., 23 MB – vgl. National Security Council

| Personendaten    | Personendaten                      |
| ---------------- | ---------------------------------- |
| NAME             | Hathaway, Melissa                  |
| KURZBESCHREIBUNG | US-amerikanische Regierungsbeamtin |
| GEBURTSDATUM     | 20. Jahrhundert                    |